# Montego Bay Sports Complex
Montego Bay Sports Complex, ibland kallad för Catherine Hall Sports Complex, är en multifunktionsarena belägen i stadsdelen Catherine Hall i Montego Bay, Jamaica. Arenan invigdes  5 juni 2008 och har en kapacitet för 7 000 åskådare.
Arenan har bland annat varit värd för Karibiska mästerskapet 2014.